# Şah Sultan
Şah Sultan (osmanisch شاہ سلطان; 6. August 1544 – 5. November 1577) war eine osmanische Prinzessin, Tochter Selims II. (Herrschaft 1566–74) und seiner Gattin Nurbanu. Damit war sie Schwester des Sultans Murad III (Herrschaft 1574–1595). Zusammen mit ihrem Ehemann ist sie die Stifterin der wahrscheinlich von Sinan erbauten Zal-Mahmud-Pascha-Moschee in Istanbul.
Eine ihrer Großtanten trug ebenfalls den Namen Şah Sultan.

## Leben
Şah Sultan wurde 1544 (Nach manchen Quellen auch 1543 oder 1546) geboren; als ihr Geburtsort wird sowohl Karaman in Südanatolien als auch Manisa in Westanatolien angegeben. Ihre Mutter war Nurbanu Sultan. Sie war eine der drei Töchter, alle vor der Geburt des Thronfolgers Murad III. geboren.
Im Jahr 1562 wurden für die Töchter von Şehzade Selim, dem Prinz, der Süleyman I. als Selim II. nachfolgte, starke Allianzen geschlossen. Am 17. August 1562, heirateten Ismihan und Sokollu Mehmed Pascha, ihre Schwester Gevherhan und der Admiral Piyale Pascha, sowie Şah, die damals erst 16 Jahre alt war, und der Oberfalkner Hasan Ağa. Die staatliche Schatzkammer übernahm die Kosten der Heirat und überreichte dem Schwiegersohn ein Hochzeitsgeschenk von 15.000 Florentinern. Şah und Hasan hatten keine Nachkommen.
Die Ehe war anscheinend nicht glücklich und wurde bald geschieden, denn 1566 heiratete Şah erneut, diesmal den hochrangigen Staatsmann Zal Mahmud Pascha. Anscheinend handelte es sich dabei um eine von Şah gewollte Liebesheirat. Nach anderen Angaben fand die Ehe erst 1572 statt. In diesem Jahr unternahm Şah eine Pilgerfahrt nach Mekka, wobei sie Damaskus und Jerusalem besuchte.

## Stiftung
Şah Sultan gründete zusammen mit ihrem Ehemann eine Stiftung, um im Stadtviertel Eyüpsultan in Istanbul einen Moscheekomplex mit Schule und anderen gemeinnützigen Einrichtungen bauen zu lassen. Dieser wurde ab 1977 wahrscheinlich von dem berühmten Architekten Sinan errichtet, aber erst nach dem im selben Jahre erfolgten Tode des Ehepaars fertiggestellt; er ist als Zal-Mahmud-Pascha-Moschee bekannt. Da die drei Schwestern Şahs, Gevherhan, Ismihan und Fatma, auf ihren Anteil an Şahs Erbe verzichteten, brachte die Prinzessin etwa 3 Millionen Akçe, ihr Mann etwa 2,85 Millionen Akçe in die Stiftung ein. Das dicht neben der Moschee befindliche Mausoleum Şah Sultan Türbesi wurde allerdings erst um 1800 von einer Tochter Mustafa III., die ebenfalls Şah Sultan hieß, erbaut.

## Kinder
Laut Uluçay hatte Şah Sultan zwei Kinder, eine Tochter, deren Name nicht bekannt ist und einen Sohn, der 1587 als Köse Hüsrev Pascha in einem Feldzug gegen die Safawiden starb.
Kahraman erwähnt lediglich einen bei Stephan Gerlach beschriebenen Stiefsohn.

## Tod

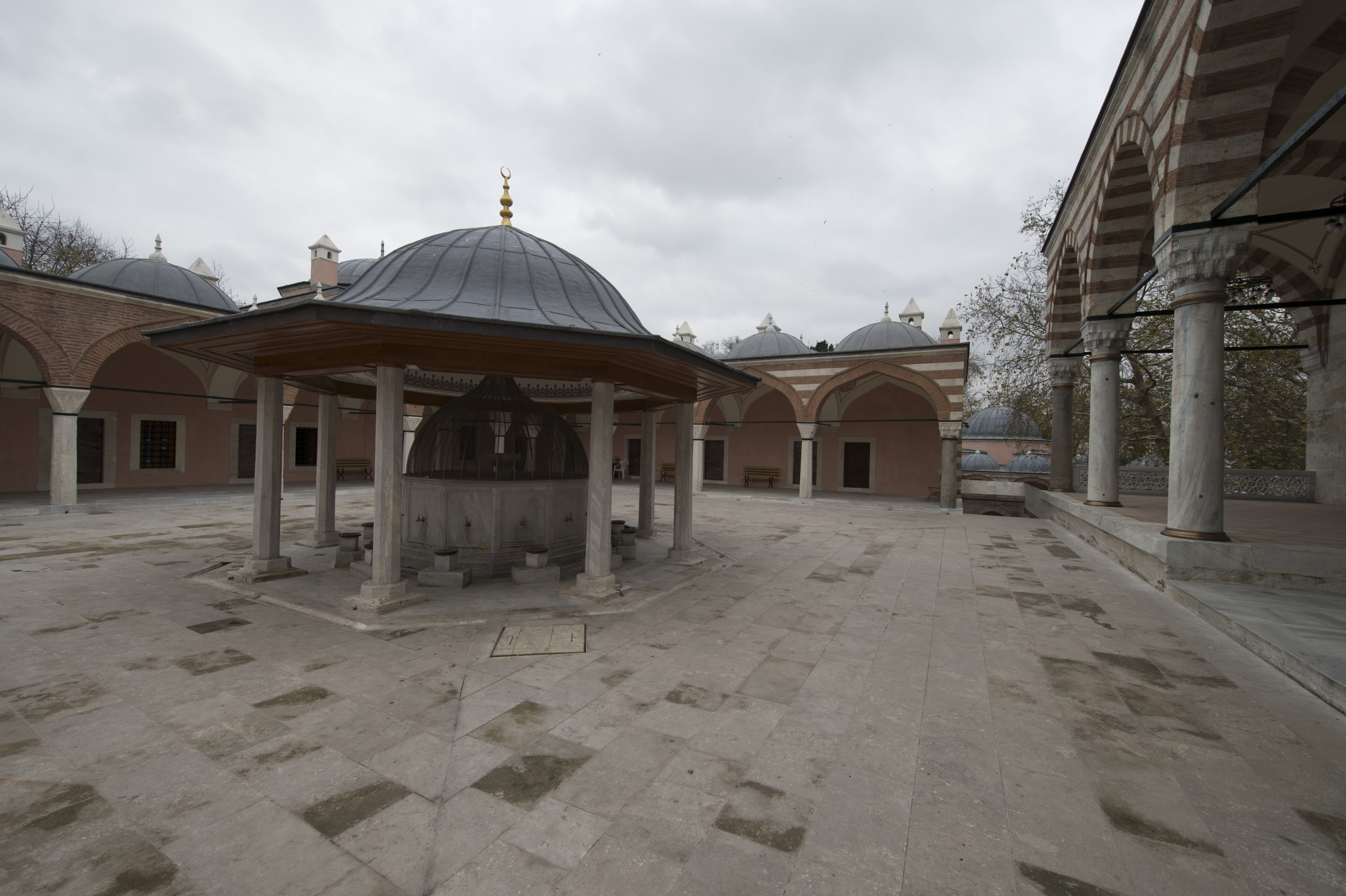
Hof der Zal-Mahmud-Pascha-Moschee in Eyüpsultan

Şah Sultan starb am 5. November 1577, einige Quellen geben auch 1580 als Todesjahr an. Ibrâhîm Peçevî berichtet Gelibolulu Mustafa Âlî zitierend, dass Şah und ihr Ehemann zur gleichen Zeit krank wurden, zusammen in ihrem Sterbebett lagen und im gleichen Moment starben, was als Beispiel größter Liebe angesehen wurde. Laut einem Text ihrer Stiftung starb Zal Mahmud Pascha 13 Tage vor seiner Gattin. Beide liegen in der von ihnen gestifteten Zal-Mahmud-Pascha-Moschee begraben.